# Плочник (Ћићевац)
Плочник је насеље у Србији у општини Ћићевац у Расинском округу. Према попису из 2022. има 396 становника (према попису из 2011. било је 516 становника).
Овде се налазе Запис Николића храст (Плочник), Запис липа код дома (Плочник), Запис Станојевића храст (Плочник), Запис Марковића храст (Плочник) и Запис Марковића орах (Плочник).

## Демографија
У насељу Плочник живи 505 пунолетних становника, а просечна старост становништва износи 46,3 година (44,6 код мушкараца и 48,1 код жена). У насељу има 163 домаћинства, а просечан број чланова по домаћинству је 3,64.
Ово насеље је великим делом насељено Србима (према попису из 2002. године), а у последња три пописа, примећен је пад у броју становника.
|  |

| Демографија | Демографија | Демографија |
| Година      | Становника  | Становника  |
| ----------- | ----------- | ----------- |
| 1948.       | 796         |             |
| 1953.       | 850         |             |
| 1961.       | 841         |             |
| 1971.       | 776         |             |
| 1981.       | 762         |             |
| 1991.       | 665         | 653         |
| 2002.       | 593         | 597         |
| 2011.       | 516         |             |
| 2022.       | 396         |             |

| Етнички састав према попису из 2002.‍ | Етнички састав према попису из 2002.‍ | Етнички састав према попису из 2002.‍ | Етнички састав према попису из 2002.‍ | Етнички састав према попису из 2002.‍ |
| ------------------------------------ | ------------------------------------ | ------------------------------------ | ------------------------------------ | ------------------------------------ |
|                                      |                                      |                                      |                                      |                                      |
| Срби                                 | Срби                                 |                                      | 574                                  | 96,79%                               |
| Роми                                 | Роми                                 |                                      | 16                                   | 2,69%                                |
| непознато                            | непознато                            |                                      | 3                                    | 0,50%                                |

| Година пописа     | 1948. | 1953. | 1961. | 1971. | 1981. | 1991. | 2002. |
| ----------------- | ----- | ----- | ----- | ----- | ----- | ----- | ----- |
| Број домаћинстава | 135   | 150   | 166   | 177   | 173   | 171   | 163   |

| Број чланова      | 1  | 2  | 3  | 4  | 5  | 6  | 7  | 8 | 9 | 10 и више | Просек |
| ----------------- | -- | -- | -- | -- | -- | -- | -- | - | - | --------- | ------ |
| Број домаћинстава | 23 | 40 | 17 | 24 | 31 | 13 | 11 | 3 | 1 | 0         | 3,64   |

| Пол    | Укупно | Неожењен/Неудата | Ожењен/Удата | Удовац/Удовица | Разведен/Разведена | Непознато |
| ------ | ------ | ---------------- | ------------ | -------------- | ------------------ | --------- |
| Мушки  | 254    | 47               | 179          | 23             | 5                  | 0         |
| Женски | 263    | 32               | 180          | 46             | 5                  | 0         |
| УКУПНО | 517    | 79               | 359          | 69             | 10                 | 0         |

| Пол    | Укупно                    | Пољопривреда, лов и шумарство | Рибарство                            | Вађење руде и камена | Прерађивачка индустрија       |
| ------ | ------------------------- | ----------------------------- | ------------------------------------ | -------------------- | ----------------------------- |
| Мушки  | 126                       | 35                            | 0                                    | 3                    | 27                            |
| Женски | 87                        | 47                            | 0                                    | 0                    | 14                            |
| УКУПНО | 213                       | 82                            | 0                                    | 3                    | 41                            |
| Пол    | Производња и снабдевање   | Грађевинарство                | Трговина                             | Хотели и ресторани   | Саобраћај, складиштење и везе |
| Мушки  | 1                         | 12                            | 5                                    | 1                    | 10                            |
| Женски | 0                         | 0                             | 6                                    | 3                    | 0                             |
| УКУПНО | 1                         | 12                            | 11                                   | 4                    | 10                            |
| Пол    | Финансијско посредовање   | Некретнине                    | Државна управа и одбрана             | Образовање           | Здравствени и социјални рад   |
| Мушки  | 0                         | 1                             | 3                                    | 0                    | 3                             |
| Женски | 0                         | 1                             | 0                                    | 3                    | 3                             |
| УКУПНО | 0                         | 2                             | 3                                    | 3                    | 6                             |
| Пол    | Остале услужне активности | Приватна домаћинства          | Екстериторијалне организације и тела | Непознато            | Непознато                     |
| Мушки  | 1                         | 0                             | 0                                    | 24                   | 24                            |
| Женски | 0                         | 0                             | 0                                    | 10                   | 10                            |
| УКУПНО | 1                         | 0                             | 0                                    | 34                   | 34                            |